# Радлер
„Ра́длер“ (на немски: Radler – колоездач) е напитка от бира и лимонада (Biermischgetränk) от немскоговорещите региони с дълга история.
По рецепта се състои от 50%/50% или 60%/40% смес от разни видове бира и безалкохолни напитки – газирана вода или лимонада.
Изобретяването на напитката често се приписва на мюнхенския пивовар и гастроном Франц Ксавер Кюглер (Franz Xaver Kugler), който започва да я предлага в своята пивоварна „Кюглер Алм“ през 1922 г. Според легендата, когато бирата се изчерпвала, Франц Кюглер започвал да я разрежда с лимонада, за да има достатъчно напитка за всички желаещи. С времето посетителите започнали да харесват съчетанието на горчивия вкус на бирата със сладко-киселия вкус на лимонадата и така коктейлът станал популярен. Въпреки това историците се отнасят скептично към тази легенда и отбелязват, че рецепта за смес от различни бири и безалкохолни напитки се споменава още през 1912 г.
Спорно е откъде произлиза името на напитката, но се предполага, че има връзка с немската дума Radler, която означава колоездач. Вероятно, доколкото велосипедите са широко разпространено средство за транспорт в големите индустриални градове в Германия в началото на ХХ век, повечето посетители на пивоварните са идвали до заведенията на велосипед.
Днес „Радлер“ вече не е просто баварска напитка и се предлага в цяла Германия, както и в Австрия, Чехия, Хърватия, Унгария, Словения, Северна Италия, Северна Македония, България и други държави. Лекотата на лимонадата и утоляването на жаждата от бирата правят напитката особено популярна през летните месеци.